# Hypena telemonalis
Hypena telemonalis là một loài bướm đêm trong họ Erebidae.